# Iambia brunnea
Iambia brunnea là một loài bướm đêm trong họ Noctuidae.